# Кудурмабуг

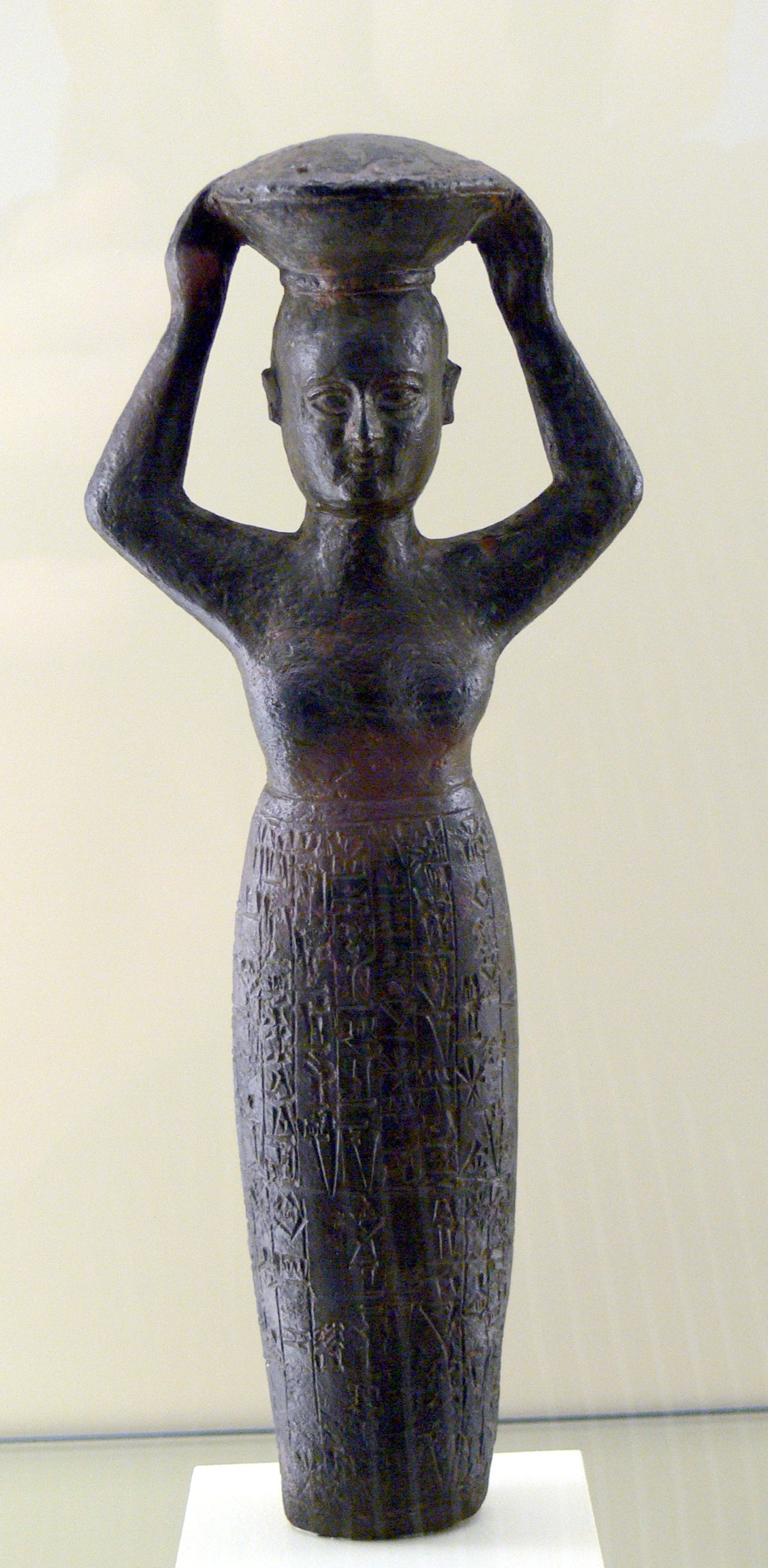
Gründungsfigur des Кудурмабуг (1770v.Chr.) in Form einer Korbträgerin, Пергамский музей, Берлин

Кудурмабуг (аккад. Ku-du-ur-Ma-bu-uk) — вождь аморейского племени ямутбала во 2-й половине XIX века до н. э.

## Биография
Судя по имени он был эламитом (элам. Кутур-мапук сын Симтишильхака). Однако своим сыновьям он давал аккадские имена.
Когда Элам и Исин в 1836 году до н. э. выступили против Син-икишама, Кудурмабуг, как вождь племени, расположенного на самом пути между Исином и Эламом, вряд ли не мог не принять участие в этой войне. В ней Син-икишам потерял Ниппур, перешедший в руки Исина. Однако на следующий год хозяином Ниппура оказался так и не ставший царём Цилли-Адад, а вскоре его исинский соперник Замбия умер.
Во второй половине 1834 года до н. э. Кудурмабуг в Уре и Ларсе покончил с Цилли-Ададом (если тот ещё был жив к этому времени) и с войсками Казаллу, а также с войсками их союзников — племени мутиябаль. Затем Кудурмабуг в союзе с Сабиумом, царём Вавилона, взял и подверг разрушению и сам город Казаллу. В ходе войны Итер-пиша новый царь Исина выступил против Кудурмабуга, в результате чего священный город Ниппур несколько раз переходил из рук в руки, пока в 1826 году до н. э. не оказался окончательно в руках Ларсы. Независимым остался соседний с Ларсой Урук, все ещё процветающий под властью преемников Син-кашида.
Кудурмабуг проявил странное для Древнего Востока отсутствие честолюбия по части титулов и предпочитал царскому званию и царскому дворцу пастушеский шатёр и прозвище «отца» своего племени. Очевидно, именно здесь он чувствовал верную опору своему могуществу. И хотя он был полным и неоспоримым господином над крупнейшим из царств Двуречья, он, как мы уже упоминали, не принял царского звания, а на престол Ларсы он возвёл своего малолетнего сына Варад-Сина (1834 год до н. э.), а несколько позже в 1828 году до н. э. ввёл в Уре в сан жрицы-энтум бога Нанны свою дочь, которой по традиции было дано шумерское имя Эн-Анеду (букв. «Небо, дарующее совершенство»); по-видимому, она сменила дочь Суму-Эля.
Варад-Син мирно процарствовал до 1823 года до н. э. и в его последние годы уже оставались надписи непосредственно от его имени, а не от имени его отца, который, однако, ещё здравствовал. В 1823 году до н. э., когда Варад-Син был уже при смерти, при заключении сделок стороны стали клясться наряду с именем смертельно больного царя, для верности, также ещё именем Кудурмабуга, очевидно считая, что теперь он не примет на себя царскую власть, но Кудурмабуг и на этот раз посадил на царство своего младшего сына Рим-Сина, тоже малолетнего.
Кудурмабуг был жив ещё в 1819 году до н. э., когда от имени его и Рим-Сина была оставлена надпись о построении храмов богини Инанны и Нанайи. Умер он, вероятно, лишь несколько лет спустя и его титул «отца амореев» унаследовал, по-видимому, его сын Рим-Син, но уже только формально, как дополнение к его действительному званию царя Ларсы, Шумера и Аккада.